# Uvulă

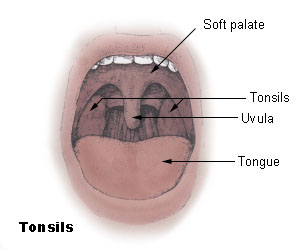
Localizarea uvulei în gura umană.

Uvula (numită și omușor) este un apendice musculos suspendat de marginea posterioară a vălului palatin, în fundul cavității bucale. Are o lungime de 10 până la 15 milimetri, se poate mișca și contracta, jucând un rol esențial în deglutiție și în emiterea sunetelor. În timpul somnului poate deranja respirația provocând sforăituri.